# Europapokal der Pokalsieger (Handball) 2009/10
Am EHF-Europapokal der Pokalsieger 2009/10 nahmen 32 Handball-Vereinsmannschaften teil, die sich in der vorangegangenen Saison in ihren Heimatländern im Pokalwettbewerb für den Wettbewerb qualifizieren konnten. Es war die 35. Austragung des Pokalsiegerwettbewerbs. Die Pokalspiele begannen am 13. November 2009, das Rückrundenfinale fand am 27. Mai 2010 statt. Titelverteidiger des EHF-Europapokal der Pokalsieger war der spanische Verein BM Valladolid. Der Titelgewinner in der Saison war der deutsche Verein VfL Gummersbach.

## 3. Runde
Es nahmen 32 Teams, die sich vorher für den Wettbewerb qualifiziert haben, teil.

Die Auslosung des Achtelfinale fand am 21. Juli 2009 um 11:00 Uhr (GMT+2) in Wien statt.

Die Hinspiele fanden am 13.–15./21. November 2009 statt. Die Rückspiele fanden am 15./20.–22. November 2009 statt.
|                       | Gesamt  |                      | Hinspiel          | Rückspiel         |
| --------------------- | ------- | -------------------- | ----------------- | ----------------- |
| RK Doboj              | 52 : 68 | BM Granollers        | 27 : 40 (11 : 18) | 25 : 28 (11 : 15) |
| HK Dobrudja Dobrich   | 35 : 75 | HK Portowyk Juschne  | 14 : 36 (05 : 19) | 21 : 39 (12 : 22) |
| United HC Tongeren    | 49 : 58 | BSV Bern Muri        | 28 : 29 (15 : 13) | 21 : 29 (13 : 16) |
| VfL Gummersbach       | 86 : 34 | KH Kastrioti-Ferizaj | 48 : 21 (22 : 11) | 38 : 13 (18 : 07) |
| HC Conversano         | 49 : 52 | Steaua Bukarest      | 27 : 22 (13 : 11) | 22 : 30 (11 : 14) |
| HV KRAS/Volendam      | 48 : 80 | SDC San Antonio      | 28 : 43 (12 : 21) | 20 : 37 (10 : 23) |
| ABC de Braga          | 56 : 52 | Cyprus College       | 27 : 26 (14 : 14) | 29 : 26 (16 : 16) |
| AEK Athen             | 46 : 51 | İzmir BSB SK         | 24 : 29 (12 : 15) | 22 : 22 (09 : 10) |
| RK Kolubara           | 80 : 68 | HC Neistin           | 37 : 36 (19 : 17) | 43 : 32 (22 : 14) |
| RK Medveščak Zagreb   | 54 : 55 | IL Runar             | 29 : 24 (13 : 15) | 25 : 31 (13 : 16) |
| FTC Budapest          | 51 : 62 | RK Koper             | 29 : 34 (13 : 17) | 22 : 28 (13 : 14) |
| HK Kaustik Wolgograd  | 62 : 48 | HC Berchem           | 32 : 27 (15 : 13) | 30 : 21 (17 : 10) |
| Team Tvis Holstebro   | 60 : 56 | HK Meschkow Brest    | 31 : 23 (15 : 11) | 29 : 33 (16 : 14) |
| RK Lovćen Cetinje     | 47 : 57 | Tremblay-en-France   | 27 : 24 (16 : 14) | 20 : 33 (10 : 15) |
| Olimpus-85 Chișinău   | 51 : 79 | HK Metalurg Skopje   | 19 : 39 (09 : 20) | 32 : 40 (19 : 15) |
| Aon Fivers Margareten | 48 : 72 | IF Guif Eskilstuna   | 24 : 31 (12 : 12) | 24 : 41 (11 : 21) |

## Achtelfinale
Es nahmen die 16 Sieger der 3. Runde teil. 

Die Auslosung des Achtelfinale fand am 24. November 2009 um 11:00 Uhr (GMT+2) in Wien statt.

Die Hinspiele fanden am 13./14. Februar 2009 statt. Die Rückspiele fanden am 14./20./21. Februar 2009 statt.
|                     | Gesamt  |                      | Hinspiel           | Rückspiel         |
| ------------------- | ------- | -------------------- | ------------------ | ----------------- |
| HK Metalurg Skopje  | 43 : 48 | Tremblay-en-France   | 26 : 24 (13 : 10)  | 17 : 24 (09 : 13) |
| Team Tvis Holstebro | 64 : 51 | İzmir BSB SK         | 31 : 24 (13 : 11)  | 33 : 27 (09 : 19) |
| RK Kolubara         | 54 : 46 | HK Kaustik Wolgograd | 29 : 25 (15 : 13)  | 25 : 21 (13 : 13) |
| BSV Bern Muri       | 66 : 63 | IL Runar             | 33 : 33 (15 : 19)  | 33 : 30 (15 : 17) |
| VfL Gummersbach     | 58 : 53 | ABC de Braga         | 30 : 26 (13 : 12)  | 28 : 27 (13 : 15) |
| SDC San Antonio     | 72 : 48 | IF Guif Eskilstuna   | 40 : 22 (19 : 12)  | 32 : 26 (16 : 15) |
| RK Koper            | 58 : 61 | BM Granollers        | 27 : 26 (10 : 11)  | 31 : 35 (13 : 15) |
| Steaua Bukarest     | 39 : 33 | HK Portowyk Juschne  | 10 : 00 (00 : 00)* | 29 : 33 (16 : 16) |

* Das Hinspiel wurde mit 10:0 für Steaua Bukarest gewertet, da HK Portowyk Juschne einen nicht spielberechtigten Spieler eingesetzt hatte.

## Viertelfinale
Es nahmen die acht Sieger aus dem Achtelfinale teil. 

Die Auslosung des Viertelfinales fand am 23. März 2010 um 11:00 Uhr (GMT+2) in Wien statt. 

Die Hinspiele fanden am 27./28. März 2010 statt. Die Rückspiele fanden am 3./4. April 2010 statt.
| Mannschaft 1        | Mannschaft 2       | Hinspiel             | Rückspiel            | Gesamt  |
| ------------------- | ------------------ | -------------------- | -------------------- | ------- |
| BSV Bern Muri       | SDC San Antonio    | 27.03. Sa. 17:30 Uhr | 03.04. Sa. 18:30 Uhr | 58 : 80 |
| BSV Bern Muri       | SDC San Antonio    | 28 : 42 (16 : 21)    | 30 : 38 (20 : 19)    | 58 : 80 |
| Team Tvis Holstebro | VfL Gummersbach    | 28.03. So. 14:30 Uhr | 03.04. Sa. 15:00 Uhr | 54 : 62 |
| Team Tvis Holstebro | VfL Gummersbach    | 27 : 32 (15 : 13)    | 27 : 30 (13 : 13)    | 54 : 62 |
| Steaua Bukarest     | RK Kolubara        | 27.03. Sa. 18:00 Uhr | 03.04. Sa. 19:30 Uhr | 51 : 50 |
| Steaua Bukarest     | RK Kolubara        | 31 : 26 (15 : 13)    | 20 : 24 (10 : 11)    | 51 : 50 |
| BM Granollers       | Tremblay-en-France | 28.03. So. 12:30 Uhr | 03.04. Sa. 20:00 Uhr | 62 : 59 |
| BM Granollers       | Tremblay-en-France | 28 : 21 (15 : 07)    | 34 : 38 (16 : 18)    | 62 : 59 |

## Halbfinale
Es nahmen die vier Sieger vom Viertelfinale teil.

Die Auslosung des Halbfinales fand am 6. April 2010 um 11:00 Uhr (GMT+2) in Wien statt.

Die Hinspiele fanden am 25. April 2010 statt. Die Rückspiele fanden am 1. und 2. Mai 2010 statt.
| Mannschaft 1    | Mannschaft 2    | Hinspiel             | Rückspiel            | Gesamt  |
| --------------- | --------------- | -------------------- | -------------------- | ------- |
| VfL Gummersbach | SDC San Antonio | 25.04. So. 15:00 Uhr | 01.05. Sa. 18:30 Uhr | 61 : 54 |
| VfL Gummersbach | SDC San Antonio | 30 : 26 (14 : 12)    | 31 : 28 (16 : 12)    | 61 : 54 |
| Steaua Bukarest | BM Granollers   | 25.04. So. 18:45 Uhr | 02.05. So. 12:30 Uhr | 55 : 60 |
| Steaua Bukarest | BM Granollers   | 32 : 28 (14 : 10)    | 23 : 32 (12 : 15)    | 55 : 60 |

## Finale
Es nahmen die zwei Sieger vom Halbfinale teil.

Die Auslosung des Finales fand am 3. Mai 2010 um 11:00 Uhr (GMT+2) in Wien statt.

Das Hinspiel fand am 22. Mai 2010 statt, das Rückspiel am 27. Mai.
| Mannschaft 1    | Mannschaft 2  | Hinspiel             | Rückspiel            | Gesamt  |
| --------------- | ------------- | -------------------- | -------------------- | ------- |
| VfL Gummersbach | BM Granollers | 22.05. Sa. 18:00 Uhr | 27.05. Do. 21:00 Uhr | 67 : 62 |
| VfL Gummersbach | BM Granollers | 34 : 25 (18 : 12)    | 33 : 37 (16 : 18)    | 67 : 62 |

### VfL Gummersbach – BM Granollers34: 25 (18: 12)
22. Mai 2010 in Gummersbach, Eugen-Haas-Halle, 2.200 Zuschauer.
VfL Gummersbach: Stojanović, Hammerschmidt – Lützelberger (8), Szilágyi (6), Pfahl  (5), Vuković    (5), Zrnić   (5), Krantz   (2), Wagner (2), Gunnarsson (1), Eisenkrätzer, Fäth, Rahmel, Teppich
BM Granollers: Ohlander, Perez Cantalosella – Apelgren (4), Campos Linuesa (4), Svitlica   (4), Čutura (3), García   (3), Grundsten  (3), Pujol Reverter (2), Ferrer Vecilla  (1), Puig Asbert (1), Andreu, Raigal Salcedo, Resina Forns
Schiedsrichter:  Arkadiusz Solodko & Leszek Solodko
Quelle: Spielbericht

### BM Granollers – VfL Gummersbach37: 33 (18: 16)
27. Mai 2010 in Granollers, Palau d’Esports de Granollers, 5.000 Zuschauer.
BM Granollers: Ohlander, Perez Cantalosella – García (8), Andreu   (6), Čutura (6), Puig Asbert  (5), Svitlica   (4), Grundsten  (3), Ferrer Vecilla   (2), Resina Forns (2), Apelgren (1), Campos Linuesa, Pujol Reverter, Raigal Salcedo
VfL Gummersbach: Stojanović, Hammerschmidt – Szilágyi   (9), Vuković (6), Gunnarsson (5), Pfahl (5), Zrnić  (4), Lützelberger (2), Wagner    (2), Eisenkrätzer, Fäth, Krantz     , Rahmel, Teppich
Schiedsrichter:  Nenad Krstic & Peter Ljubic
Quelle: Spielbericht